# Ali Zeidan
Ali Zeidan (علي زيدان) (Waddan, 15 december 1950) was van 14 november 2012 tot 11 maart 2014 premier van Libië. Voor de Libische burgeroorlog diende hij als jurist in Genève. 

## Biografie
In de jaren zeventig was Zeidan een diplomaat in de Libische ambassade in India. In 1980 braken hij en zijn baas, ambassadeur Magarief, met kolonel Moammar al-Qadhafi en in 1982 sloot hij zich aan bij het Nationale Front voor de Redding van Libië (Engelse afkorting: NFSL), dat door Magarief werd geleid. Hieraan bleef hij tot 1992 actief verbonden.
Tijdens de opstand in Libië was Zeidan vanuit de nationale overgangsraad de belangrijkste contactpersoon voor de Europese Unie. In deze functie wist hij de erkenning van de rebellen te winnen door verschillende Europese landen. In 2012 won hij als onafhankelijk kandidaat de verkiezingen van Mohammed Harari, de kandidaat van de Moslimbroederschap, en werd hij premier van Libië.
Op 10 oktober 2013 werd hij kortstondig ontvoerd door de rebellengroep Libya Revolutionaries Operations Room die enigszins wordt gelieerd aan het Ministerie van Binnenlandse Zaken. Daarna ijverde Zeidan met nog meer kracht voor het ontmantelen van de militante strijdgroepen die het land feitelijk in gijzeling houden.
Op 11 maart 2014 viel Zeidan in het parlement, nadat het nationale leger tevergeefs had gepoogd te verhinderen, dat een volgeladen Noord-Koreaanse olietanker de haven van Al-Sidra zou verlaten. Het incident toonde eens te meer de onmacht van de regering. Zeidan werd vervangen door zijn minister van defensie Abdoellah al-Thinni. Zeidan week uit naar Europa.